# Coyolxauhqui

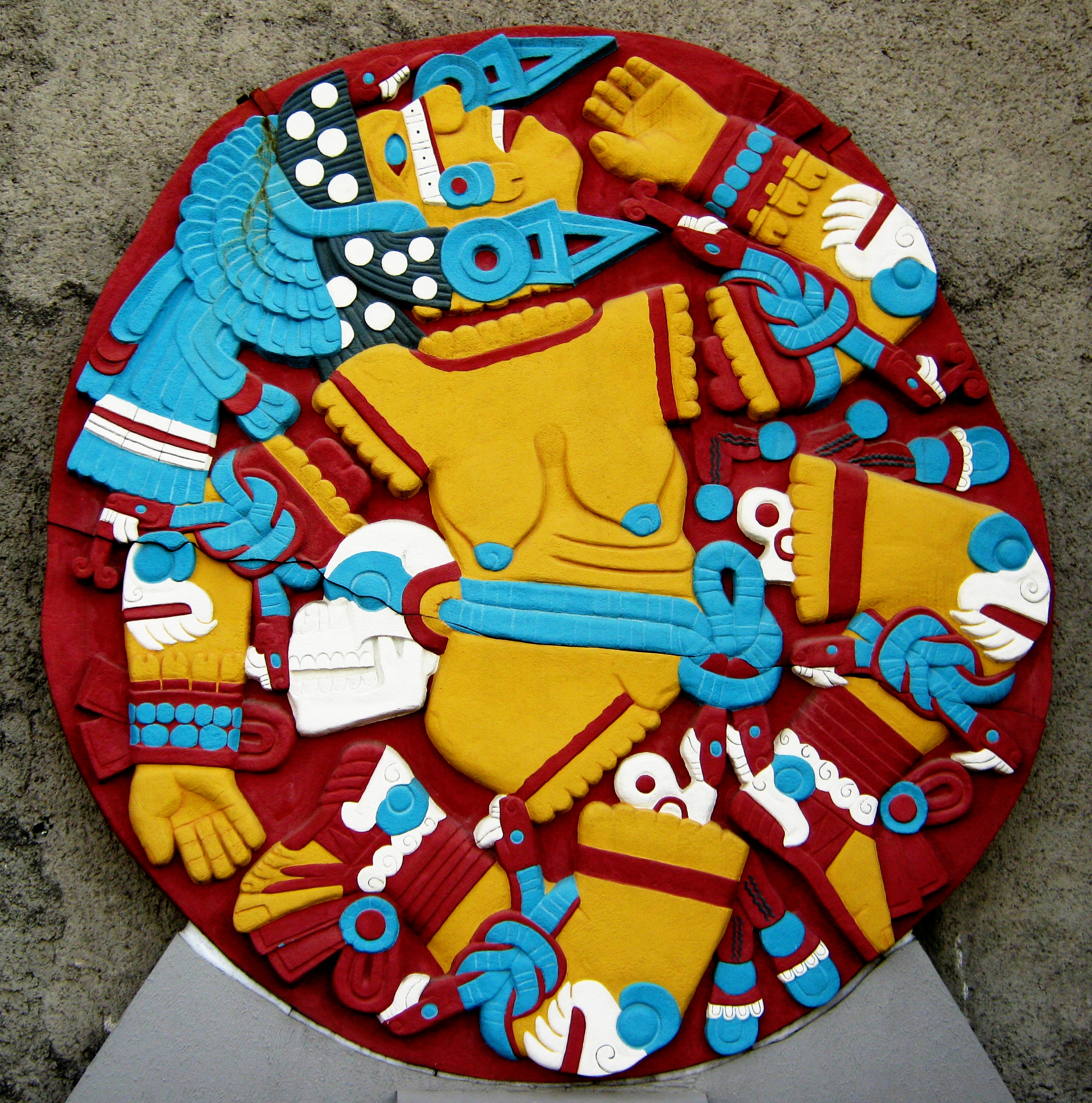
Pietra raffigurante Coyolxauhqui, smembrata e decapitata, rinvenuta nel 1978 presso il Templo Mayor di Tenochtitlán

Coyolxauhqui (pron. Coiolsciàuchi, "adornata con campanelli dorati"), secondo la religione azteca, è la dea della Luna. Figlia di Coatlicue e governatrice di Huitznauna, le divinità delle stelle, era una maga potente ed uccise la madre, Coatlicue, perché rimasta incinta in modo 'disdicevole' (a causa di una sfera piumata). Il feto, Huitzilopochtli, uscì dal suo ventre ed uccise Coyolxauhqui, oltre ad altri fratelli e sorelle. Poi, lanciò la testa di lei verso il cielo e questa si trasformò nella Luna, in modo che la madre potesse avere conforto nel vedere la figlia in cielo ogni sera.
Nel 1978, presso il Templo Mayor di Tenochtitlán, fu rinvenuta una pietra raffigurante Coyolxauhqui, smembrata e decapitata.